# Lycosa punctiventralis
Lycosa punctiventralis este o specie de păianjeni din genul Lycosa, familia Lycosidae. A fost descrisă pentru prima dată de Roewer, 1951. Conform Catalogue of Life specia Lycosa punctiventralis nu are subspecii cunoscute.